# Schondra
Schondra település Németországban, azon belül Bajorországban. Lakosainak száma 1739 fő (2023. december 31.). Schondra Geroda és Oberleichtersbach községekkel határos.

## Népesség
A település népessége az elmúlt években az alábbi módon változott:
| Lakosok száma | 1582 | 775  | 1730 | 1730 | 1725 | 1726 | 1693 | 1696 | 1736 | 1739 |
|               | 1970 | 1975 | 2011 | 2012 | 2014 | 2015 | 2017 | 2019 | 2022 | 2023 |